# Maison de la Baie du Marais poitevin
La Maison de la Baie du Marais poitevin, classée musée de France, est un espace muséographique, patrimonial et touristique situé à Esnandes, dans le département de la Charente-Maritime, en région Nouvelle-Aquitaine. Elle se trouve à 12 km au nord de La Rochelle, aux portes du Marais poitevin, en bordure de la réserve naturelle nationale de la baie de l’Aiguillon. 
À la fois musée, site de visite et bureau d'information touristique de l’Office de Tourisme de l’agglomération de La Rochelle, ce lieu met à l’honneur l’environnement local, le patrimoine mytilicole et l’architecture romane.

## Historique
Créée dans les années 1990 dans le but de valoriser l’environnement de la baie de l’Aiguillon et les savoir-faire liés à l’élevage des moules, la Maison de la Baie a progressivement élargi son offre au fil des décennies. Elle inclut aujourd’hui un espace d’exposition consacré à la mytiliculture, une boutique, et permet également la découverte de l’église fortifiée Saint-Martin d’Esnandes, monument emblématique du patrimoine religieux local.

## Musée de la Mytiliculture
Le musée retrace l’histoire de la culture des moules dans la baie, une activité introduite en France au XIIIe siècle par un naufragé irlandais, selon la légende. L’exposition met l’accent sur la technique du bouchot, apparue dans la région dès 1235, et qui fait d'Esnandes le berceau de la mytiliculture française. Le parcours présente les gestes traditionnels, l’évolution des outils, et l’importance économique et écologique de cette activité dans le territoire.

## L’église fortifiée Saint-Martin d’Esnandes
Classée monument historique depuis 1840, l’église Saint-Martin est un édifice roman du XIIe siècle, fortifié au XIVe siècle pour défendre les côtes contre les incursions anglaises. Elle constitue un exemple remarquable d’architecture défensive religieuse, avec ses remparts, mâchicoulis et chemin de ronde. Des visites guidées permettent d'en découvrir les spécificités et d’accéder à un panorama exceptionnel sur la baie.

## Informations pratiques
- Adresse : Parvis de l’église, 17137 Esnandes
- Horaires : rendez-vous sur le site https://www.maisondelabaie.fr/ pour consulter les horaires
- Accessibilité : personnes à mobilité réduite & déficients visuels.
- Accès :
  - 16 km via la Voie Verte La Rochelle – Esnandes
  - Ligne 12 depuis La Rochelle (arrêt : Mairie d’Esnandes)

- Tarifs :
  - Musée seul : 3,50 € (gratuit pour les -12 ans)
  - Visite guidée de l’église : 7 € adultes, 5 € enfants –12 ans (gratuit avec La Rochelle Océan Pass)
  - Billet combiné : 10 €

## Contexte environnemental: la baie de l’Aiguillon et le Marais poitevin
La Maison de la Baie est implantée au cœur d’un territoire exceptionnel. Le Marais poitevin, deuxième plus grande zone humide de France, s’étend sur trois départements : la Vendée, les Deux-Sèvres et la Charente-Maritime. Lieu de biodiversité, cette ancienne lagune marine a été façonnée par l’Homme pour devenir un paysage de canaux, de prairies et de digues. La baie de l’Aiguillon, attenante au site, constitue un haut-lieu ornithologique.

## La Pointe Saint-Clément
À proximité, la Pointe Saint-Clément offre un sentier naturel aménagé entre Esnandes et Marsilly. C’est un lieu prisé des promeneurs, qui peuvent y observer la baie et ses bouchots, et profiter d’un point de vue unique sur l’activité mytilicole et les oiseaux migrateurs.